# ثمرة بوغية (فطريات)

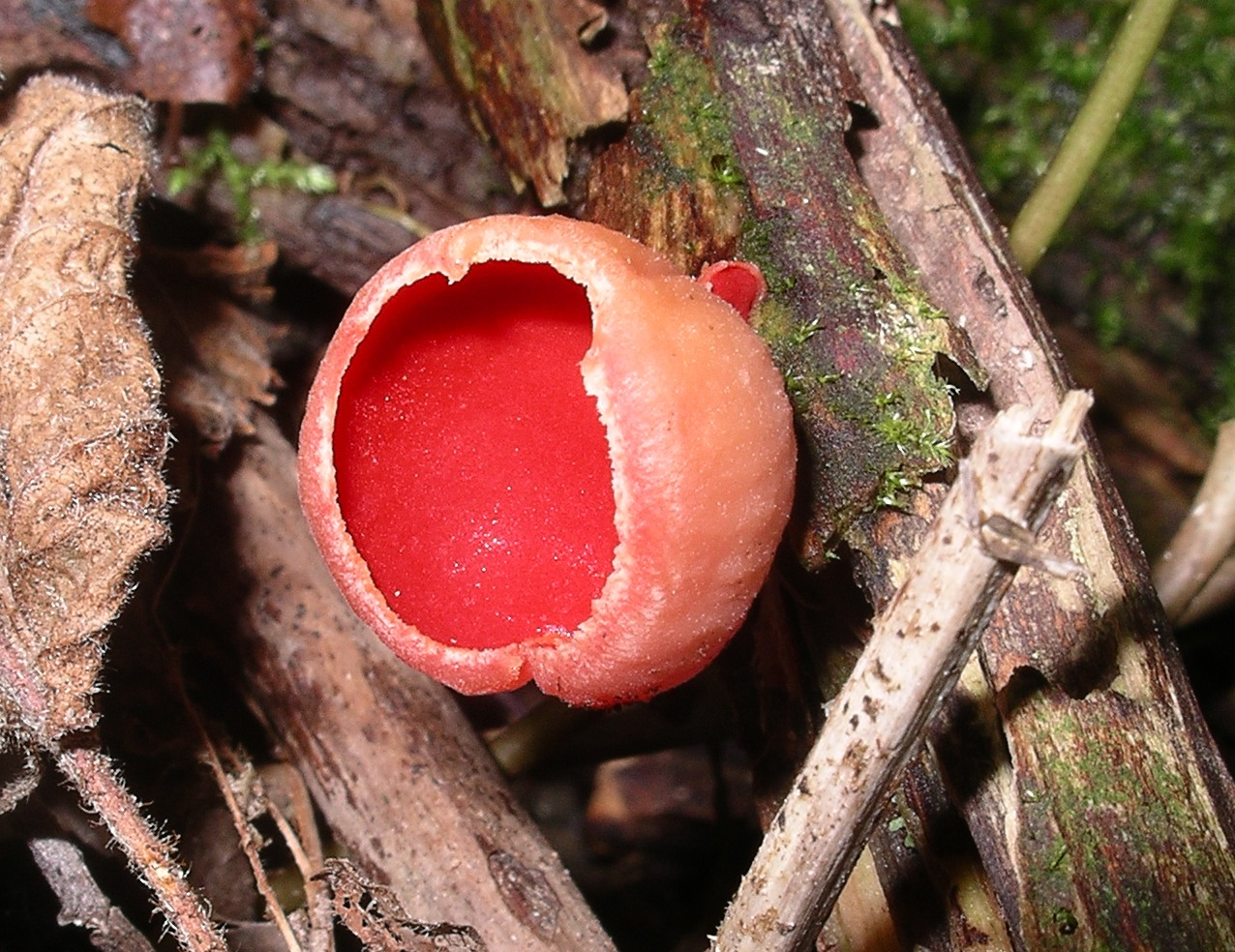
ثمرة بوغية من فطريات فطر كأسي قرمزي Sarcoscypha coccinea

الثمرة البوغية (بالإنجليزية: Sporocarp)‏ أو جسم الإثمار في الفطريات هي عبارة عن بنية متعددة الخلايا التي تسند الهياكل المنتجة للأبواغ وتعمل على تكاثر وانتشار الفطريات. الثمرة البوغية أو جسم الإثمار هو الجزء الجنسي من دورة الحياة للفطريات، وما تبقى من دورة الحياة هذه يتميز بنمو خضري أفطوري وبإنتاج بوغ لاجنسي.
وهي تعد أكثر طرق التكاثر اللاجنسي بين الفطريات. وقد تكون إما متحركة zoospores هدبية أو غير متحركة اسبورانجية sporangiospores أو خارجية وتعرف بالجراثيم الكونيدية أو conidia
وتسمى هيئات الإثمار الفوق أرضية (بالإنجليزية: epigeous)‏ إذا كانت تنمو على أرض كما هو الحال مع عيش الغراب العادي، ويسمى البعض الآخر الذي ينمو تحت سطح الأرض تحت الأرضي (بالإنجليزية: hypogeous)‏.

## أصل الاسم العلمي
الكلمة الإنكليزية مشتقة بالأصل من الكلمة اليونانية: spora أي بذرة وkarpos أي ثمرة.

## أكبر ثمرة بوغية
أكبر ثمرة بوغية أو جسم إثمار معروف هو عينة من فوميتيبوريا إهليلجيية (الاسم العلمي: Fomitiporia ellipsoidea) وجدت في جزيرة هاينانيبلغ طولها حوالي 1085 سم (427 بوصة) وتزن ما بين 400 و 500 كيلوغراما (880 و1100 رطلا).